# Куметьо, Билли
Билли́ Доусо́н Куметьо́ (фр. Billy Dawson Koumetio; род. 14 ноября 2002, Лион) — французский футболист, центральный защитник шотландского клуба «Данди».

## Клубная карьера
Билли Куметьо начал заниматься футболом в клубе «Во-ан-Велен» с 6 лет, затем тренировался в молодежных академиях французских клубов «Олимпик Лион» и «Орлеан».
Перейдя зимой 2018 года из академии «Орлеан», Билли в 16 лет присоединился к «Ливерпулю». Первый сезон 2018/2019 он провёл, выступая за Академию ФК «Ливерпуль» в молодёжных турнирах. В сезоне 2019/2020 Куметьо выступал за молодёжную команду «Ливерпуля» для игроков не старше 18 лет (U18), также принимал участие в играх Юношеской Лиги УЕФА. В том же сезоне начал привлекаться к играм за первую команду «Ливерпуля». Матч 4-го раунда Кубка Английской лиги против «Арсенала» 30 октября 2019 года футболист провёл на скамейке запасных.  
Свой первый профессиональный контракт во взрослом футболе подписал в августе 2020 года. Спортсмен был включён в заявку «Ливерпуля» на матч Суперкубка Англии по футболу 2020 года с «Арсеналом». 
9 декабря 2020 года в возрасте 18 лет и 25 дней Билли дебютировал за «Ливерпуль», выйдя на замену на 46 минуте матча группового этапа Лиги чемпионов против датского «Мидтьюлланна» вместо Фабиньо, и стал самым молодым игроком в истории выступлений «Ливерпуля» в Лиге чемпионов.
23 июня 2022 года был отдан в аренду на сезон в венскую «Аустрию».
9 августа 2024 года подписал двухлетний контракт с шотландским клубом «Данди».

## В сборной
Дебютировал в составе сборной Франции до 18 лет, 20 августа 2019 года в возрасте 16 лет и 9 месяцев, являсь игроком «Ливерпуля». участвовал в двух товарищеских матчах против молодёжной сборной Парагвая.